# Live at the Padget Rooms, Penarth
Live at the Padget Rooms, Penarth è un album live dei Man, pubblicato dalla United Artists Records nel settembre del 1972.Il disco (un raro pezzo da collezione, per quanto riguarda il vinile, a causa della sua limitata pubblicazione) fu registrato dal vivo l'8 aprile 1972 al Padget Rooms di Penarth (Galles).

## Tracce
Lato A
1. Many Are Called but Few Get Up – 10:59 (Clive John, Deke Leonard, Martin Ace, Micky Jones, Terry Williams)
2. Daughter of the Fire Place – 7:59 (Deke Leonard)

Lato B
1. H. Samuel (Jam) – 19:01 (Deke Leonard, Martin Ace, Micky Jones, Terry Williams)

Edizione CD del 2007, pubblicato dalla Esoteric Recordings Records ECLEC 2014
CD 1
1. Spunk Rock – 24:49 (M. Ace, M. Jones, D. Leonard, T. Williams)
2. Many Are Called, but Few Get Up – 10:42 (C. John, D. Leonard, M. Ace, M. Jones, T. Williams)
3. Angel Eyes – 5:16 (M. Ace, C. John, M. Jones, D. Leonard, T. Williams)

CD 2
1. H. Samuel (Jam) – 19:27 (D. Leonard, M. Ace, M. Jones, T. Williams)
2. Romain – 20:36 (M. Ace, C. John, M. Jones, D. Leonard, T. Williams)
3. Daughter of the Fireplace – 7:57 (Deke Leonard)

## Musicisti
- Micky Jones - chitarra, voce
- Deke Leonard - chitarra, voce
- Martin Ace - basso, voce
- Terry Williams - batteria